# Torneo Descentralizado 2009
Torneo Descentralizado 2009 var den 93:e säsongen i peruansk fotboll. Säsongen påbörjades 14 februari och avslutades 13 december då Universitario de Deportes vann mot Alianza Lima i finalen med totalt 2-0.
Säsongen bestod av tre stadier - det första en rak serie med alla lag mötte varandra två gånger vardera (totalt 30 omgångar) och sedan en till där klubbarna delades in i två olika grupper och spelade ytterligare mot varandra inom gruppen två gånger vardera (ytterligare 14 omgångar). Det bästa laget i varje omgång gick vidare till den tredje fasen, finalen.

## Första omgången
| Nr | Lag                       | S  | V  | O  | F  | GM | IM | MS  | P  |
| -- | ------------------------- | -- | -- | -- | -- | -- | -- | --- | -- |
| 1  | Juan Aurich               | 30 | 15 | 10 | 5  | 46 | 31 | +15 | 55 |
| 2  | Universitario             | 30 | 15 | 9  | 6  | 37 | 22 | +15 | 54 |
| 3  | Alianza Lima              | 30 | 15 | 6  | 9  | 37 | 30 | +7  | 51 |
| 4  | Sport Huancayo            | 30 | 14 | 6  | 10 | 48 | 30 | +18 | 48 |
| 5  | Universidad César Vallejo | 30 | 13 | 9  | 8  | 41 | 33 | +8  | 48 |
| 6  | Universidad San Martín    | 30 | 12 | 11 | 7  | 45 | 34 | +11 | 47 |
| 7  | Sporting Cristal          | 30 | 12 | 6  | 12 | 53 | 36 | +17 | 42 |
| 8  | Sportivo Cienciano        | 30 | 10 | 12 | 8  | 41 | 38 | +3  | 42 |
| 9  | Inti Gas                  | 30 | 11 | 8  | 11 | 36 | 31 | +5  | 41 |
| 10 | Melgar                    | 30 | 11 | 8  | 11 | 36 | 41 | −5  | 41 |
| 11 | José Gálvez               | 30 | 11 | 6  | 13 | 28 | 37 | −9  | 39 |
| 12 | Total Chalaco             | 30 | 9  | 10 | 11 | 40 | 39 | +1  | 37 |
| 13 | Colegio Nacional Iquitos  | 30 | 9  | 4  | 17 | 24 | 39 | −15 | 31 |
| 14 | Alianza Atlético          | 30 | 7  | 9  | 14 | 28 | 41 | −13 | 30 |
| 15 | Sport Áncash              | 30 | 7  | 6  | 17 | 26 | 50 | −24 | 27 |
| 16 | Coronel Bolognesi         | 30 | 3  | 11 | 16 | 25 | 58 | −33 | 20 |

## Andra omgången
| Nr | Lag                       | S  | V  | O  | F  | GM | IM | MS  | P  |
| -- | ------------------------- | -- | -- | -- | -- | -- | -- | --- | -- |
| 1  | Alianza Lima              | 44 | 22 | 10 | 12 | 58 | 45 | +13 | 76 |
| 2  | Juan Aurich               | 44 | 20 | 14 | 10 | 61 | 44 | +17 | 74 |
| 3  | Universidad César Vallejo | 44 | 17 | 16 | 11 | 59 | 51 | +8  | 67 |
| 4  | Inti Gas                  | 44 | 18 | 10 | 16 | 58 | 51 | +7  | 64 |
| 5  | Sporting Cristal          | 44 | 16 | 9  | 19 | 71 | 55 | +16 | 57 |
| 6  | José Gálvez               | 44 | 15 | 7  | 22 | 43 | 59 | −16 | 52 |
| 7  | Colegio Nacioanl Iquitos  | 44 | 14 | 8  | 22 | 39 | 59 | −20 | 50 |
| 8  | Sport Áncash              | 44 | 13 | 9  | 22 | 39 | 61 | −22 | 48 |

| Nr | Lag                    | S  | V  | O  | F  | GM | IM | MS  | P  |
| -- | ---------------------- | -- | -- | -- | -- | -- | -- | --- | -- |
| 1  | Universitario          | 44 | 23 | 12 | 9  | 59 | 32 | +27 | 81 |
| 2  | Sport Huancayo         | 44 | 21 | 7  | 16 | 65 | 55 | +10 | 70 |
| 3  | Universidad San Martín | 44 | 18 | 15 | 11 | 64 | 48 | +16 | 69 |
| 4  | Melgar                 | 44 | 15 | 13 | 16 | 59 | 62 | −3  | 58 |
| 5  | Sportivo Cienciano     | 44 | 14 | 16 | 14 | 58 | 63 | −5  | 58 |
| 6  | Total Chalaco          | 44 | 12 | 15 | 17 | 61 | 62 | −1  | 51 |
| 7  | Alianza Atlético       | 44 | 12 | 13 | 19 | 44 | 58 | −14 | 49 |
| 8  | Coronel Bolognesi      | 44 | 7  | 15 | 22 | 42 | 76 | −34 | 36 |

## Tredje omgången (final)
|       | 8 december 2009 | Alianza Lima | 0–1 | Universitario | Estadio Alejandro Villanueva, Lima        |                                           |
| 16:00 | 16:00           |              |     | Alva 29′      | Publik: 32 441 Domare: Víctor Hugo Rivera | Publik: 32 441 Domare: Víctor Hugo Rivera |
| 16:00 | 16:00           |              |     |               | Publik: 32 441 Domare: Víctor Hugo Rivera | Publik: 32 441 Domare: Víctor Hugo Rivera |
| 16:00 | 16:00           |              |     |               | Publik: 32 441 Domare: Víctor Hugo Rivera | Publik: 32 441 Domare: Víctor Hugo Rivera |

|       | 13 december | Universitario | 1–0 | Alianza Lima | Estadio Monumental, Lima                    |                                             |
| 15:30 | 15:30       | Solano 9′ (s) |     |              | Publik: 42 076 Domare: Víctor Hugo Carrillo | Publik: 42 076 Domare: Víctor Hugo Carrillo |
| 15:30 | 15:30       |               |     |              | Publik: 42 076 Domare: Víctor Hugo Carrillo | Publik: 42 076 Domare: Víctor Hugo Carrillo |
| 15:30 | 15:30       |               |     |              | Publik: 42 076 Domare: Víctor Hugo Carrillo | Publik: 42 076 Domare: Víctor Hugo Carrillo |

## Sammanlagd tabell
| Nr | Lag                       | S  | V  | O  | F  | GM | IM | MS  | P  |
| -- | ------------------------- | -- | -- | -- | -- | -- | -- | --- | -- |
| 1  | Universitario             | 44 | 23 | 12 | 9  | 59 | 32 | +27 | 81 |
| 2  | Alianza Lima              | 44 | 22 | 10 | 12 | 58 | 45 | +13 | 76 |
| 3  | Juan Aurich               | 44 | 20 | 14 | 10 | 61 | 44 | +17 | 74 |
| 4  | Sport Huancayo            | 44 | 21 | 7  | 16 | 65 | 55 | +10 | 70 |
| 5  | Universidad San Martín    | 44 | 18 | 15 | 11 | 64 | 48 | +16 | 69 |
| 6  | Universidad César Vallejo | 44 | 17 | 16 | 11 | 60 | 51 | +9  | 67 |
| 7  | Inti Gas                  | 44 | 18 | 10 | 16 | 58 | 51 | +7  | 64 |
| 8  | Melgar                    | 44 | 15 | 13 | 16 | 59 | 62 | −3  | 58 |
| 9  | Sportivo Cienciano        | 44 | 14 | 16 | 14 | 58 | 63 | −5  | 58 |
| 10 | Sporting Cristal          | 44 | 16 | 9  | 19 | 71 | 55 | +16 | 57 |
| 11 | José Gálvez               | 44 | 15 | 7  | 22 | 43 | 59 | −16 | 52 |
| 12 | Total Chalaco             | 44 | 12 | 15 | 17 | 61 | 62 | −1  | 51 |
| 13 | Colegio Nacional Iquitos  | 44 | 14 | 8  | 22 | 39 | 59 | −20 | 50 |
| 14 | Alianza Atlético          | 44 | 12 | 13 | 19 | 44 | 59 | −15 | 49 |
| 15 | Sport Áncash              | 44 | 13 | 9  | 22 | 40 | 61 | −21 | 48 |
| 16 | Coronel Bolognesi         | 44 | 7  | 15 | 22 | 42 | 76 | −34 | 36 |

Färgkoder:
     – Kvalificerade för Copa Libertadores 2010.

     – Kvalificerade för Copa Sudamericana 2010.

     – Nedflyttade.

## Skytteliga
23 mål
- Richard Estigarribia (Total Chalaco)

20 mål
- Héctor Hurtado(Sporting Cristal)

15 mål
- Sergio Ibarra (Juan Aurich)

14 mål
- Ysrael Zúñiga (Melgar)
- Roberto Demus (Universidad César Vallejo)

13 mål
- Mayer Candelo (Juan Aurich)
- Irven Ávila (Sport Huancayo)
- Blas López (Sport Huancayo)

12 mål
- Martín Arzuaga (Universidad San Martín)
- Gianfrnaco Labarthe (Universitario)